# میدن-دلف‌لاند
میدن-دلف‌لاند (به هلندی: Midden-Delfland) یک شهرستان در هلند است که در هلند جنوبی واقع شده‌است. میدن-دلف‌لاند −۲ متر بالاتر از سطح دریا واقع شده‌است.